# Епархия Орландо

Герб епархии Орландо

Епархия Орландо (лат. Dioecesis Orlandensis) — епархия Римско-Католической церкви с центром в городе Орландо, штат Флорида, США. Епархия Орландо входит в митрополию Майами. Кафедральным собором епархии Орландо является Собор святого Иакова.

## История
2 марта 1968 года Римский папа Павел VI издал буллу Cum Ecclesia, которой учредил епархию Орландо, выделив её из епархии Майами и епархии Сент-Огастина.
16 июня 1984 года епархия Орландо передала часть своей территории новым епархии Палм-Бич и епархии Вениса.

## Ординарии епархии
- епископ Уильям Дональд Бордерс[англ.] (02.05.1968 — 25.03.1974) — назначен архиепископом Балтимора, также считается «епископом Луны»
- епископ Томас Джозеф Грейди[англ.] (11.11.1974 — 12.12.1989)
- епископ Норберт Дорси[англ.] (20.03.1990 — 13.11.2004)
- епископ Томас Герард Венский (13.11.2004 — 20.04.2010) — назначен архиепископом Майами
- епископ Джон Джерард Нунан[англ.] (c 23.10.2010)

## Источник
- Annuario Pontificio, Libreria Editrice Vaticana, Città del Vaticano, 2003, ISBN 88-209-7422-3
- Булла Cum Ecclesia  (лат.)